# Вечерняя песня (Соловьёв-Седой — Чуркин)
«Вечерняя песня» («Город над вольной Невой») — популярная песня композитора Василия Соловьёва-Седого на стихи Александра Чуркина, созданная в 1957 году. Также известна под названиями «Слушай, Ленинград!» и «Вечерняя Ленинградская». Песня считается неофициальным гимном Санкт-Петербурга.

## История
Город над вольной Невой,

Город нашей славы трудовой,

Слушай, Ленинград, я тебе спою

Задушевную песню свою.

Здесь проходила, друзья,

Юность комсомольская моя.

За родимый край с песней молодой

Шли ровесники рядом со мной.
«Вечерняя песня» была создана Василием Соловьёвым-Седым и Александром Чуркиным в 1957 году (в некоторых источниках создание песни ошибочно датируется 1963 годом). Соловьёв-Седой так описывал историю её создания: «Музыка этой песни появилась раньше текста, а потом были написаны слова, их сочинил, и, по-моему, удачно Александр Чуркин. А мелодию я впервые услышал своим внутренним слухом, когда ехал по автостраде в ГДР. Были мы в гастрольной поездке, давали концерты в Группе советских войск. Меня и певицу Людмилу Иванову везли в воинскую часть и, как это часто бывало у меня в поездках, я вдруг затосковал по дому, по Ленинграду. В воображении возник образ Ленинграда, и вдруг появилась мелодия. …Эта элегическая, чуть грустная мелодия и стала потом „Вечерней песней“, признанием в любви Ленинграду». Присутствовавшая при этом жена Соловьёва-Седова, пианистка Татьяна Рябова, вспоминала, как её муж, «сидя в машине рядом с шофёром, вдруг достал листок бумаги, начертил на нём линейки и записал нотную строку, а затем обернулся, передал певице Людмиле Ивановой и мне написанное, сказав: „В консерватории учились? Вот и спойте с листа“». После этого композитор начал петь, Рябова и Иванова подхватили мелодию, которая им очень понравилась. Спустя много лет Соловьёв-Седой говорил: «Сквозь годы, когда было написано много других, эта песня всегда остаётся со мной. В ней нежная грусть и невысказанные чувства».

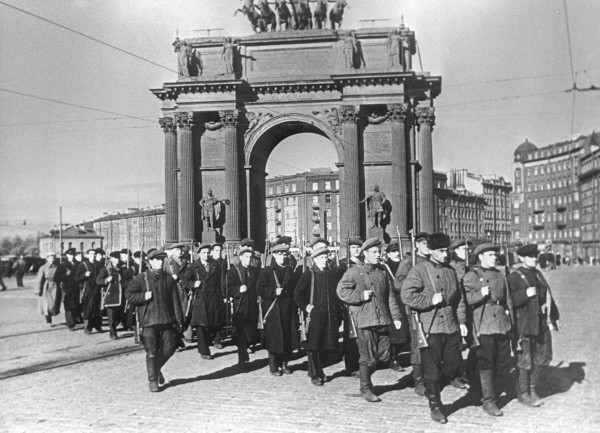
«За родимый край с песней молодой
Шли ровесники рядом со мной»

После того как Чуркин сочинил текст, композитор предложил исполнить «Вечернюю песню» Марку Бернесу. В 1957 году он записал её в студии Всесоюзного радио с Эстрадным оркестром Всесоюзного радио под управлением Бориса Карамышева. В начале 1958 года Бернес сделал новую запись «Вечерней песни» (с тем же оркестром под управлением Карамышева), которая с тех пор звучала в эфире, а с 1959 года также тиражировалась на грампластинках. В отличие от первой версии, здесь второй куплет был исполнен в чуть убыстрённом темпе и в маршевом ритме. В таком ставшем классическим варианте Бернес исполнял её до конца жизни. В 1967 году он ещё раз записал её на радио (с инструментальным ансамблем под управлением Владимира Терлецкого).
В 1958 году песню в студии Ленинградской артели «Пластмасс» записал на грампластинку Леонид Кострица. Песня стала часто звучать в эфире, приобрела большую популярность и стала одной из любимейших песен ленинградцев. Вскоре начальные такты её мелодии стали позывными Ленинградского (а затем Санкт-Петербургского) радио и телевидения, а саму песню стали воспринимать в качестве неофициального гимна города. В 1961 году ставшую уже популярной песню исполнил на концерте для делегатов XXII съезда КПСС Георг Отс.
«Вечерняя песня» часто исполняется на концертах и других мероприятиях, посвящённых памятным датам, связанным с обороной Ленинграда и блокадой города во время Великой Отечественной войны, а отдельные строки из неё — «Слушай, Ленинград» и «Город над вольной Невой» — неоднократно использовались в названиях таких мероприятий. Музыка песни также звучит в качестве театрального звонка в Большом концертном зале «Октябрьский». Первые такты мелодии звучат перед объявлениями о прибытии и отправлении поездов на Московском вокзале. 
Отрывок из песни звучит перед полуденным выстрелом со стены Нарышкина бастиона Петропавловской крепости. 
В 1981 году на основе «Вечерней песни» был создан «Гимн болельщиков „Зенита“»: «Город над вольной Невой, / Где болеют за „Зенит“ родной…» (авторы изменённого текста — Алексей Темников и Андрей Солнцев).

## Анализ и отзывы
Музыковед Арнольд Сохор отмечал, что в «Вечерней песне» речь идёт о ленинградцах, которые моложе самого Соловьёва-Седого. Тем не менее, по словам Сохора, «музыка позволяет почувствовать, что и самому Василию Павловичу очень дорог „город над вольной Невой“», «ведь это — его родина».
Из песен Соловьёва-Седова о Ленинграде, занимавших значительное место в его творчестве, музыковед Софья Хентова особо выделяла «Вечернюю песню», называя её «элегией, спетой целому городу, живому и отзывчивому».
Литературовед Клара Бикбулатова писала, что в «Вечерней песне» присутствует «интонация колыбельной», которая придаёт ей особую нежность. Она также отмечала большую популярность, завоёванную этой песней, которая «осталась звучать в сердцах».

## Исполнители
За свою историю «Вечерняя песня» входила в репертуар многих известных певцов и певиц. Кроме Марка Бернеса, Леонида Кострицы и Георга Отса, её исполняли Владимир Нечаев, Борис Штоколов, Эдуард Хиль, Лев Лещенко, Сергей Захаров, Николай Копылов, Владимир Попков, Дмитрий Хворостовский, Олег Погудин, Екатерина Гусева со Стасом Пьехой , Дина Гарипова с Григорием Чернецовым и другие.